# 兵庫県道114号西宮宝塚線
兵庫県道114号西宮宝塚線（ひょうごけんどう114ごう にしのみやたからづかせん）は、兵庫県西宮市から宝塚市に至る一般県道である。

## 概要
西宮市小曽根町1丁目から宝塚市逆瀬川1丁目に至る。
武庫川の右岸沿いの道路。宝塚市内では「武庫川通り線」、西宮市内では「武庫川パークロード」とも呼ばれている。
宝塚から西宮、臨海部に行く際に、信号が少なく、早く行けるルートとして利用されている。

### 路線データ
- 起点：西宮市小曽根町1丁目（武庫大橋西交差点、国道2号交点）
- 終点：宝塚市逆瀬川1丁目（伊和志津神社前交差点、兵庫県道16号明石神戸宝塚線交点、兵庫県道337号生瀬門戸荘線上）
- 総延長：約8.833 km

## 路線状況

### 愛称
- 武庫川パークロード

### 重複区間
- 兵庫県道337号生瀬門戸荘線（宝塚市東洋町・宝塚市役所前交差点 - 宝塚市逆瀬川1丁目・伊和志津神社前交差点（終点））

### 道路施設

#### 橋梁
- 仁川口橋（仁川、西宮市 - 宝塚市）
- 田辺野橋（西宮市）

### 通過する路線バス
- 阪急バス

## 地理

### 通過する自治体
- 西宮市
- 宝塚市

### 交差する道路
| 交差する道路                                                      | 市町村名 | 交差する場所  | 交差する場所                |
| ----------------------------------------------------------------- | -------- | ------------- | --------------------------- |
| 国道2号                                                           | 西宮市   | 小曽根町1丁目 | 武庫大橋西詰交差点 / 起点   |
| 山手幹線                                                          | 西宮市   | 甲子園口北町  | 甲子園口北町交差点          |
| 兵庫県道・大阪府道606号西宮豊中線                                 | 西宮市   | 松並町        | 上武庫橋西詰交差点          |
| 国道171号                                                         | 西宮市   | 樋ノ口町1丁目 | [ 注釈 1 ]                  |
| 宝塚池田線                                                        | 宝塚市   | 高松町        | 高松町交差点                |
| 兵庫県道337号生瀬門戸荘線 重複区間起点 中津浜線                   | 宝塚市   | 東洋町        | 宝塚市役所前交差点          |
| 兵庫県道16号明石神戸宝塚線 兵庫県道337号生瀬門戸荘線 重複区間終点 | 宝塚市   | 逆瀬川1丁目   | 伊和志津神社前交差点 / 終点 |

### 交差する鉄道
- 東海道本線
- 阪急神戸本線
- 山陽新幹線

### 沿線
- 武庫川女子大学 上甲子園キャンパス
- 武庫川
- 報徳学園中学校・高等学校
- 兵庫県立こばと聴覚特別支援学校
- 兵庫県立むこがわ特別支援学校
- 兵庫県立阪神特別支援学校
- 阪神競馬場
- 宝塚市役所
- 宝塚市立末広小学校